# Hungría 10 - 1 El Salvador
Hungría vs. El Salvador fue el segundo partido disputado por el Grupo 3 en la primera fase de grupos de la Copa Mundial de Fútbol de 1982. El partido se jugó en el Estadio Manuel Martínez Valero (conocido en aquel entonces como Nuevo Estadio) de la ciudad de Elche, España, el 15 de junio de ese año. Hungría ganó el partido por 10 goles contra 1, registrando lo que ha sido el marcador más desigual en la historia de la Copa Mundial de Fútbol. El húngaro László Kiss anotó un hat trick en este partido, siendo el único suplente en anotar un hat-trick en la historia de la Copa del Mundo así como el autor del hat-trick más rápido, conseguido en 7 minutos.

## Antecedentes
La clasificación de El Salvador a la copa del mundo se hizo en un momento en que el país estaba siendo azotado por una guerra civil. Uno de los miembros del equipo salvadoreño, Mauricio Alfaro, dijo que "Cuando jugamos las eliminatorias, hicimos que las matanzas de ambas facciones cesaran". Jovel añadió que "La gente se unió al menos por un día. Ese fue nuestro más grande regalo, el país estaba en profundo sufrimiento y teníamos la presión de intentar reducirla".
La preparación de los salvadoreños para la Copa Mundial estuvo alterada por cuenta de la guerra. Lucharon para conseguir amistosos y las sesiones de entrenamiento frecuentemente eran perturbadas. Francisco Jovel, miembro del equipo salvadoreño, dijo al respecto que "Si algunos de nosotros llegábamos tarde, era porque teníamos que ayudar a gente herida abandonada al lado de la carretera". Según el reporte técnico de la copa del mundo, 

El Salvador tuvo una preparación muy buena, en la cual se quiso fomentar particularmente los aspectos de la resistencia, velocidad y fuerza. Los programas estuvieron bien elaborados, pero no pudieron ser llevados a cabo de la forma concentrada deseada en la fase final debido a las condiciones políticas particulares del país.

La Federación de Fútbol de El Salvador, debido a razones económicas, envió un escuadrón de solo 20 hombres, mientras que Hungría envió a su escuadra completa. El equipo salvadoreño fue el último equipo en llegar a España, llegando 3 días antes del partido ante Hungría. La víspera del partido, los jugadores salvadoreños vieron un video de la selección húngara en acción, el cual fue comprado a un agente español. Además, se presentaron problemas de adaptación, sumados a la falta de experiencia internacional.
Hungría, por su parte, lideró su grupo en la eliminatoria europea.
El sorteo de la fase de grupos de la Copa del Mundo de 1982 emparejó a Hungría y a El Salvador con Argentina y Bélgica en el Grupo 3. Antes del partido, los titulares de Argentina, campeón defensor, habían perdido por 1-0 ante Bélgica en el partido inaugural del torneo, constituyendo la primera sorpresa en la Copa Mundial 1982.

## Partido
Al comenzar el partido, los salvadoreños tuvieron un enfoque muy entusiasta, pero el plan salvadoreño comenzó a fallar cuando, en el minuto 4, Tibor Nyilasi anotó el 1-0 para los húngaros. Siete minutos después, Gabor Poloskei anotó el 2-0, aprovechando un error del portero salvadoreño Luis Guevara Mora. Laszlo Fazekas anotó el tercero para Hungría en el minuto 23.
En el minuto 50, Hungría anotó el 4-0 por intermedio de József Tóth. 5 minutos después, Fazekas anotó el quinto. El Salvador descontó en el minuto 64 con gol de Luis "El Pelé" Ramírez. Durante la celebración del gol, algunos jugadores intentaron hacer un llamado a la calma a sus compañeros.
Sin embargo, la goleada continuó. En el minuto 69 Laszlo Kiss anotó el 6-1. 2 minutos después, Lazar Szentes anotó el séptimo gol de los húngaros. Kiss anotó el 8-1 al minuto 72 y el 9-1 4 minutos después. Nyilasi completó la goleada anotando el décimo en el minuto 83.

### Detalles del partido
| 1  | POR | Ferenc Mészáros |     |
| 2  | DEF | Győző Martos    |     |
| 3  | DEF | László Bálint   |     |
| 4  | DEF | József Tóth     |     |
| 5  | DEF | Imre Garaba     |     |
| 7  | DEF | Sándor Sallai   |     |
| 11 | MED | Sándor Müller   | 70' |
| 12 | MED | Tibor Nyilasi   |     |
| 13 | EXT | László Fazekas  |     |
| 14 | DEL | András Törőcsik | 55' |
| 20 | DEL | Gábor Pölöskei  |     |
| DT | DT  | Kálmán Mészöly  |     |

| 1  | POR | Luis Guevara Mora         |     |
| 4  | DEF | Mario Castillo            |     |
| 5  | DEF | José Francisco Jovel      |     |
| 7  | DEF | Carlos Recinos            |     |
| 8  | DEF | Jaime Rodríguez           |     |
| 9  | MED | Joaquín Ventura           | 80' |
| 13 | MED | José Luis Rugamas         | 27' |
| 15 | MED | Norberto Huezo            |     |
| 16 | DEL | Ever Hernández            |     |
| 18 | DEL | Mágico González           |     |
| 20 | DEL | José María Rivas          |     |
| DT | DT  | Mauricio Alonso Rodríguez |     |

| 15 | DEL | László Kiss   | 55' |
| 17 | MED | Lázár Szentes | 70' |

| 19 | DEL | Luis Ramírez Zapata | 27' |
| 17 | DEL | Ramón Fagoaga       | 84' |

|  | 4'  | Tibor Nyilasi  | 1-0  |
|  | 11' | Gábor Pölöskei | 2-0  |
|  | 23' | László Fazekas | 3-0  |
|  | 50' | József Tóth    | 4-0  |
|  | 53' | László Fazekas | 5-0  |
|  |     |                |      |
|  | 69' | László Kiss    | 6-1  |
|  | 70' | Lázár Szentes  | 7-1  |
|  | 72' | László Kiss    | 8-1  |
|  | 76' | László Kiss    | 9-1  |
|  | 83' | Tibor Nyilasi  | 10-1 |

|  |  |     |                     |     |
|  |  |     |                     |     |
|  |  |     |                     |     |
|  |  |     |                     |     |
|  |  |     |                     |     |
|  |  | 63' | Luis Ramírez Zapata | 5-1 |

| Sin amonestaciones |

| Sin amonestaciones |

| Árbitro    | Ibrahim Youssef Al-Doy |
| Asistentes | Charles Corver         |
| Asistentes | Henning Lund-Sørensen  |

| 1  | POR | Ferenc Mészáros |     |
| 2  | DEF | Győző Martos    |     |
| 3  | DEF | László Bálint   |     |
| 4  | DEF | József Tóth     |     |
| 5  | DEF | Imre Garaba     |     |
| 7  | DEF | Sándor Sallai   |     |
| 11 | MED | Sándor Müller   | 70' |
| 12 | MED | Tibor Nyilasi   |     |
| 13 | EXT | László Fazekas  |     |
| 14 | DEL | András Törőcsik | 55' |
| 20 | DEL | Gábor Pölöskei  |     |
| DT | DT  | Kálmán Mészöly  |     |

| 1  | POR | Luis Guevara Mora         |     |
| 4  | DEF | Mario Castillo            |     |
| 5  | DEF | José Francisco Jovel      |     |
| 7  | DEF | Carlos Recinos            |     |
| 8  | DEF | Jaime Rodríguez           |     |
| 9  | MED | Joaquín Ventura           | 80' |
| 13 | MED | José Luis Rugamas         | 27' |
| 15 | MED | Norberto Huezo            |     |
| 16 | DEL | Ever Hernández            |     |
| 18 | DEL | Mágico González           |     |
| 20 | DEL | José María Rivas          |     |
| DT | DT  | Mauricio Alonso Rodríguez |     |

| 15 | DEL | László Kiss   | 55' |
| 17 | MED | Lázár Szentes | 70' |

| 19 | DEL | Luis Ramírez Zapata | 27' |
| 17 | DEL | Ramón Fagoaga       | 84' |

|  | 4'  | Tibor Nyilasi  | 1-0  |
|  | 11' | Gábor Pölöskei | 2-0  |
|  | 23' | László Fazekas | 3-0  |
|  | 50' | József Tóth    | 4-0  |
|  | 53' | László Fazekas | 5-0  |
|  |     |                |      |
|  | 69' | László Kiss    | 6-1  |
|  | 70' | Lázár Szentes  | 7-1  |
|  | 72' | László Kiss    | 8-1  |
|  | 76' | László Kiss    | 9-1  |
|  | 83' | Tibor Nyilasi  | 10-1 |

|  |  |     |                     |     |
|  |  |     |                     |     |
|  |  |     |                     |     |
|  |  |     |                     |     |
|  |  |     |                     |     |
|  |  | 63' | Luis Ramírez Zapata | 5-1 |

| Sin amonestaciones |

| Sin amonestaciones |

| Árbitro    | Ibrahim Youssef Al-Doy |
| Asistentes | Charles Corver         |
| Asistentes | Henning Lund-Sørensen  |

## Después del partido
| Equipo      | Pts | PJ | PG | PE | PP | GF | GC | Dif |
| ----------- | --- | -- | -- | -- | -- | -- | -- | --- |
| Hungría     | 2   | 1  | 1  | 0  | 0  | 10 | 1  | 9   |
| Bélgica     | 2   | 1  | 1  | 0  | 0  | 1  | 0  | 1   |
| Argentina   | 0   | 1  | 0  | 0  | 1  | 0  | 1  | -1  |
| El Salvador | 0   | 1  | 0  | 0  | 1  | 1  | 10 | -9  |

Hungría, luego de la contundente victoria, tenía una diferencia de gol de +9 y estaba arriba del grupo, ya que Bélgica le ganó a la Argentina por solo 1 gol. En la siguiente fecha, Hungría cayó ante Argentina por 4:1 y para poder clasificar a la segunda fase tenía que derrotar a Bélgica, pero solo logró empatar 1:1 quedando así eliminada en primera ronda por arriba de El Salvador, que en 3 partidos solo pudo marcar 1 gol y recibió 13 goles, dejándolo debajo de la tabla general del torneo.